# Pronephrium cuspidatum
Pronephrium cuspidatum är en kärrbräkenväxtart som först beskrevs av Bl., och fick sitt nu gällande namn av Holtt. Pronephrium cuspidatum ingår i släktet Pronephrium och familjen Thelypteridaceae. Inga underarter finns listade.